# Alexandre-Achille Souques
Alexandre-Achille Souques (ur. 6 lutego 1860 w Comprégnac, zm. 25 grudnia 1944 w Servon) – francuski lekarz neurolog. Jeden z członków założycieli Societé de Neurologie de Paris. Zajmował się przede wszystkim parkinsonizmem. Wprowadził do medycyny termin kamptokormii. Objawem Souquesa określa się przymusowe wyprostowanie i rozpostarcie palców ręki po jej biernym uniesieniu, spotykane w porażeniu. W 1921 odznaczony Krzyżem Oficerskim Legii Honorowej.

## Wybrane prace
- Stephen Chauvet, Alexandre-Achille Souques. Infantilism hypophysaire. Nouvelle iconographie de la Salpêtrière 26: 69-80 (1913)
- Rapport sur les syndromes parkinsoniens. Revue Neurologique 28, s. 534–573 (1921)
- Kinésie paradoxale. Revue Neurologique 37, s. 559–560 (1921)